# جیدون آنتونی
جیدون آنتونی (انگلیسی: Jaidon Anthony؛ زادهٔ ۱ دسامبر ۱۹۹۹) بازیکن فوتبال اهل انگلستان است که برای باشگاه فوتبال برنلی به میدان می‌رود.